# Haimenkou
Die Haimenkou-Stätte (japanisch 海门口遗址 Haimenkou yizhi) ist eine archäologische Stätte aus dem späten Neolithikum bis in die Bronzezeit in Haimenkou,  Kreis Jianchuan, Provinz Yunnan.
Sie wurde 1957 und 1978 ausgegraben und als die älteste bronzezeitliche Stätte Yunnans bezeichnet. Bei jüngeren Ausgrabungen im Jahr 2008 wurden hier 3000 Jahre alte verkohlte Weizenkörner entdeckt.